# 优念话
优念话或称红瑶平话，是自称“优念”（ʑou13ȵen13）的红瑶所说的一种汉语方言，主要使用于中华人民共和国广西壮族自治区龙胜各族自治县一些乡镇和村落。至1997年，该语言有约一万使用者。
该语言以平话词汇为主，与桂北平话和湘南土话接近，但保留了大量苗瑶语底层词汇，也有其他民族语言借词。无论词汇还是语音，优念话与任何一门汉语方言系统均不能完全对应，具有明显的自身特色，因而其具体归属仍然存在争议。大部分学者认为是一种系属于桂北平话的汉语方言，也有少数学者认为优念话为苗语支的一种特殊语言或是汉-苗混合语言。

## 使用人群
自称“优念”的红瑶一般被称为平话红瑶。平话红瑶居住于广西壮族自治区龙胜各族自治县龙脊、泗水、马堤、江底等乡镇，共有约1万人。他们同使用优诺语的山话红瑶服饰相近，民族意识、心理素质和宗教信仰基本相同，双方具有共同的族群认同，但使用的语言则大有不同，山话红瑶使用的优诺语为一种苗瑶语，而平话红瑶使用的优念话则是一种汉语方言。红瑶大多能掌握作为当地通行语言的桂柳话，有些红瑶能够同时掌握优念话和优诺语。

## 音系

### 声母
优念话的不同方言声母不同。包括零声母在内，优念话和平乡、马堤乡方言有二十多个声母，而潘内乡方言仅有18个声母。
优念话龙脊镇、马堤乡、潘内乡三个方言点的所有声母如下表。范例字以和平乡方言为准。
|        |        | 双唇音        | 唇齿音       | 齿龈音        | 龈颚音        | 硬腭音     | 软腭音        | 声门音     |
| ------ | ------ | ------------- | ------------ | ------------- | ------------- | ---------- | ------------- | ---------- |
| 塞音   | 不送气 | /p/ 八兵爬牌  |              | /t/ 多甜早桃  |               |            | /k/ 高击姜劲  |            |
| 塞音   | 送气   | /pʰ/ 派劈拼片 |              | /tʰ/ 讨天刺字 |               |            | /kʰ/ 权开庆轻 |            |
| 塞擦音 | 不送气 |               |              | /ʦ/ 租竹主装  | /ʨ/ 张纸争齐  |            |               |            |
| 塞擦音 | 送气   |               |              | /ʦʰ/ 茶柱抄春 | /ʨʰ/ 拆车棋渠 |            |               |            |
| 鼻音   | 浊音   | /m/ 麦问米木  |              | /n/ 脑年南泥  | /ȵ/ 热蛾那燃  | /ɲ/        | /ŋ/ 月安岸岩  |            |
| 边近音 | 浊音   |               |              | /l/ 绿乱来烂  |               |            |               |            |
| 边擦音 | 清音   |               |              | /ɬ/ 丝三酸想  |               |            |               |            |
| 近音   | 浊音   |               |              |               |               | /j/        |               |            |
| 擦音   | 清送气 |               | /f/ 副饭飞灰 | /s/ 船山床县  | /ɕ/ 响凶形惜  |            | /x/ 好获形合  | /h/        |
| 擦音   | 浊音   |               | /v/ 王黄放用 |               |               |            |               |            |
| 零聲母 | 零聲母 | Ø 云荣劲益    | Ø 云荣劲益   | Ø 云荣劲益    | Ø 云荣劲益    | Ø 云荣劲益 | Ø 云荣劲益    | Ø 云荣劲益 |

- 马堤乡和和平乡均有/j/，可作为零声母的同位异音。和平乡方言中，/j/与零声母后的/i/为自由变体[7]。
- 马堤乡和和平乡均有/v/，和平乡方言中的/v/处于与当地官话相互竞争逐渐消失的进程中。
- 表中浅黄色背景为潘内乡没有的声母，包括龈颚音（/ʨ/、/ʨʰ/、/ɕ/、/ȵ/）、/v/和/x/。据考证，优念话中本无龈颚音，龈颚音是后起的，现代优念话和平乡和马堤乡方言中有龈颚音。潘内乡无龈颚鼻音/ȵ/，但特有之类似的硬颚鼻音/ɲ/（表格中浅蓝色背景）。
- 和平乡有/x/无/h/，潘内乡有/h/无/x/，而马堤乡则两者都有。
- 马堤乡方言中无送气清双唇塞音/pʰ/。[2]

### 韵母
优念话各地韵母也不相同。不考虑/ɯ/韵尾时，和平乡方言有37个韵母、马堤乡有38个韵母、潘内乡有47个韵母。
优念话有i、u、y三个介母和n、ŋ两个辅音韵尾。成音节的辅音ŋ̩也可单独做韵母。马堤乡方言中有韵尾/ɯ/，作为入声的残留。 
和平乡方言中韵母如下。
| 开口呼      | 齐齿呼      | 合口呼       | 撮口呼       |
| ----------- | ----------- | ------------ | ------------ |
|             | i 哪支眉芝  | u 徒猪浮富   | y 写舒殊吕   |
| a 巴花夹杂  | ia 爷客沾孩 | ua 瓜瓦滑画  |              |
| o 他哭可竹  | io 药肉六薄 |              |              |
| e 雪特力角  | ie 者接业热 | ue 决坑坑    | ye 月阅绝    |
|             | iu 椒表苗尿 |              |              |
| ai 大牙台累 |             | uai 坏怀快块 |              |
| ei 碎米细泥 |             | uei 杯税每类 |              |
|             |             | ui 火劈斧    |              |
| au 桃豆酒猴 | iau         |              |              |
| eu 多坐告稍 | ieu九疗休柔 |              |              |
| an 三斩犯懒 | ian茎银烟仍 | uan含敢汗岸  | yan 愿援远泉 |
| en根尊针跟  | in尖严点钱  | uen 全砖船文 | yin 元原券权 |
| aŋ帮讲康冈  | iaŋ让向江争 | uaŋ 创状壮撞 |              |
| eŋ 朋肯恒晴 |             | oŋ 东葱风东  | ioŋ 梁张箱唱 |
| ŋ̩ 五午无    |             |              |              |

### 声调
优念话有五至六个声调，有平、上、去声。其中和平乡和潘内乡的优念话平声、去声分阴阳，上声不分，无入声，共计五个声调；而马堤乡则平上去都分阴阳，入声已无独立调值，共六个声调。
|                 | 调类           | 平声 | 平声 | 上声 | 上声 | 去声 | 去声 | 入声     | 入声     |
| 语言            | 方言点         | 阴   | 阳   | 阴   | 阳   | 阴   | 阳   | 阴       | 阳       |
| --------------- | -------------- | ---- | ---- | ---- | ---- | ---- | ---- | -------- | -------- |
| 优念话          | 和平乡         | 33   | 113  | 22   | 22   | 53   | 21   | 不存在   | 不存在   |
| 优念话          | 潘内乡         | 33   | 24   | 32   | 32   | 52   | 32   | 不存在   | 不存在   |
| 优念话          | 马堤乡         | 55   | 13   | 22   | 11   | 53   | 31   | 不存在   | 不存在   |
| 优诺语 （对照） | 小寨村         | 33   | 13   | 22   | 22   | 35   | 31   | 53       | (31)阳去 |
| 优诺语 （对照） | 黄落村         | 33   | 13   | 22   | 22   | 53   | 53   | (53)阴去 | 31       |
| 普通话（对照）  | 普通话（对照） | 55   | 35   | 214  | 214  | 53   | 53   | 不存在   | 不存在   |

同与优念话关系密切的优诺语比较可知，两者调值十分接近。与普通话对比，其阴平、阳平和去声的调形与普通话类似，相对音高大多比普通话低。

## 词汇和语法

### 词汇特点
在语素组合方面，优念话和平乡方言小称词“子”不如普通话丰富；对长辈和年纪大的平辈表称谓的词往往不重叠，如“婆”（奶奶）、“[nei]弟爷”（叔叔），对小辈和晚辈则重叠，如“孙孙”（孙子）；对于许多汉语中的名词，优念话仍要加上表类别的名词后缀，如“农民人”“芦苇草”；对于汉语中借来的双音节词，优念话往往以双音节形式直接构词，如“眼睛仁”（眼珠）、“心頭臟”（心脏）等等。
在词义上，优念话中许多词汇具有比汉语更宽的意义范围和更强的构词能力，如[nen]（梨）也可表水果如[kian kua nen]（李子）；“胀”也兼指怀孕；“肉”不仅指肉，也可以指所有动物油等。
优念话中还有大量词构词十分生动，这些词往往与红瑶生产生活相关。如打鼾的声音和原理近似鼓韛，则优念话中“鼓韛”即为打鼾；因为金环蛇有四十八节，因而优念话称金环蛇为“四十八节蛇”；蝙蝠会飞但长得像老鼠，故称“飞鼠”；还有“没米吃”为乞丐、“离牙齿”为牙缝、“洋辣椒”为西红柿等。

### 词汇来源
优念话中的词汇来源多种多样，字词层次丰富。优念话借来了不同时期的汉语方言词汇，其主要的词汇来源是汉语平话，近现代又借入了大量桂林官话及普通话借词，汉语来源的词汇中也有许多古汉语词汇如眠、劖、漦、鼎、笡、罉、甑、窠等。在早期的官话借词中，优念话往往依照调类进行匹配，晚期官话借词则依照调值进行匹配，这在一定程度上造成了优念话官话借词音调的混乱状况。
优念话和优诺语共享着大量的基础词汇，这些许多来源于古苗瑶语，也有许多来源于古汉语。这些词汇有[pʰou53]（肺）、[heŋ33]（给）、[ei53]（拥护）等；优念话也有一些来自于侗台语系的借词，如[ma]（背小孩的布袋）、[le]（陡坡）；还有一些词汇来源不明，可能是优念话自己发展来的。

### 语法
优念话是一种典型的孤立语，其语法与当地平话方言差异很小，但有些词汇的语法现象却与优诺语一致。优念话的指示词“这”一般后置。如优念话江柳方言中“这头牛”读作[ku53nau13ni22]（头牛这），这种现象是苗瑶语的特征，而在汉语方言中是罕见的。:4